# Pseudodoxia
Pseudodoxia is een geslacht van vlinders van de familie sikkelmotten (Oecophoridae), uit de onderfamilie Oecophorinae.

## Soorten
- P. acritodes Meyrick, 1914
- P. agoraea Meyrick, 1910
- P. albinea Meyrick, 1914
- P. aletodes Meyrick, 1915
- P. camatodes Meyrick, 1914
- P. cerealis Meyrick, 1914
- P. crassata Meyrick, 1922
- P. cretata Meyrick, 1906
- P. cryptias Meyrick, 1910
- P. chalcias Meyrick, 1906
- P. chlorostoma Meyrick, 1914
- P. encalypta Meyrick, 1914
- P. haplocnista Meyrick, 1939
- P. ichnaea Meyrick, 1910
- P. illutata Meyrick, 1922
- P. limulus (Rogenhofer, 1889)
- P. manifesta Meyrick, 1914
- P. melanaema Meyrick, 1910
- P. melicrana Meyrick, 1928
- P. miseranda Meyrick, 1923

- P. modica Diakonoff, 1951
- P. montigena Meyrick, 1914
- P. pachnocoma Meyrick, 1922
- P. palimpsesta Meyrick, 1915
- P. paradema Meyrick, 1914
- P. picrophaea Meyrick, 1910
- P. pinarodes Meyrick, 1910
- P. placata Meyrick, 1914
- P. placida Meyrick, 1910
- P. pulla Diakonoff, 1951
- P. pumicosa Meyrick, 1914
- P. scotias Meyrick, 1921
- P. sepositella (Walker, 1864)
- P. siriopa Meyrick, 1933
- P. subacuta Meyrick, 1922
- P. subganomella (Stainton, 1860)
- P. triastis Meyrick, 1910
- P. xanthocephala Diakonoff, 1947
- P. zopheropa Meyrick, 1906